# 喇世塔
喇世塔（—1660年）是清太祖努爾哈赤的侄子，穆爾哈齊第十个儿子，順治二年（1645年）封奉恩將軍，顺治八年（1651年）進輔國公，顺治十七年（1660年）去世，卒諡恪僖，俗称僖國公。
他的父亲穆爾哈齊非常善战，和努尔哈赤很有交往，他在天命五年（1620年）去世。共生有十一个儿子，有五个儿子早夭，第四子務達海封为貝子，五子漢岱初封鎮國公，後因事被奪爵，后来又恢复賞鎮國將軍品級，却又剥夺爵位；剩下四个儿子大爾差、塔海、祜世塔、喇世塔等都封为輔國公，世子孫十人被封奉國將軍、輔國公。

## 宗室
長子喇克達在順治十五年封三等輔國將軍，康熙三十二年去世。其後共有三支支系。

### 敬德支系
喇克達長子敬德，在康熙十一年封三等奉恩將軍，在康熙四十七年去世。敬德次子班進泰，康熙三十四年被封为奉恩將軍，雍正七年，因为疾病而退休。班進泰次子增誠，同一年襲奉恩將軍，乾隆三十五年去世。增誠次子德良阿，乾隆二十一年封奉恩將軍，乾隆五十四年去世。德良阿長子連祿，同一年袭襲奉恩將軍，道光二年去世。連祿次子色和洪額，同一年襲奉恩將軍，同治十三年去世。色和洪額三子英山，光緒九年襲奉恩將軍，光绪三十年去世。英山長子桂芳，同一年襲奉恩將軍之后未见记载

### 雍占支系
喇克達次子雍占，康熙二十二年封三等奉國將軍，康熙三十三年去世。雍占三子琳康，同一年襲奉恩將軍，乾隆二十四年去世。琳康長子武興，雍正十三年封奉恩將軍，乾隆二十年病退。武興次子果爾明阿，同一年襲奉恩將軍，三十四年因疾病退休。果爾明阿長子祿哈布禮，同一年襲奉恩將軍，乾隆四十四年去世。祿哈布禮長子色炳額，乾隆四十五年襲奉恩將軍，嘉慶二十一年去世。色炳額次子景年，嘉庆二十二年襲奉恩將軍，同治五年去世。景年四子明恩。明恩子春煦，同治十二年襲奉恩將軍，光緒二十六年去世。春煦長子隆譽，光绪三十三年襲奉恩將軍，后事未见记载

### 琳安支系
雍占六子琳安，雍正三年封奉恩將軍，乾隆十一年去世。琳安長子碩安，乾隆十二年襲奉恩將軍，乾隆二十五年去世。碩安長子祿增，同一年襲奉恩將軍，嘉慶八年去世。祿增長子廉聰，同一年襲奉恩將軍，道光元年去世。廉聰次子成福，同一年襲奉恩將軍，道光十七年